# Smittoidea malleata
Smittoidea malleata är en mossdjursart som beskrevs av Hayward och Thorpe 1989. Smittoidea malleata ingår i släktet Smittoidea och familjen Smittinidae. Inga underarter finns listade i Catalogue of Life.